# پارسیو
پارسیوکس (به فرانسوی: Parcieux) یک کمون در فرانسه است که در ان (اوورنی-رون-آلپ) واقع شده‌است. پارسیوکس ۳٫۱۴ کیلومتر مربع مساحت دارد ۱۰۲ متر بالاتر از سطح دریا واقع شده‌است.